# Jean Loys de Thielt
Jean Loys de Thielt, de son nom latin Ioannem Lodoicum Tiletanum, est un imprimeur originaire de Tielt en Flandre.
Ses impressions sont fort rares. Après avoir été correcteur chez Josse Bade, Thielt s'installe à Paris et travaille à son compte de 1535 à 1547.
Il épouse Perrette (ou Pierrette) Alleaume, la sœur du gendre de Josse Bade, ils auront une fille, Madeleine, née le 14 novembre 1541.